# ネスター・チャイラク

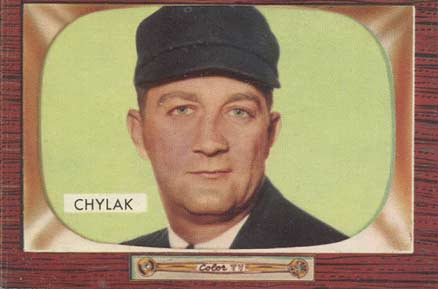
1955年のチャイラク

ネスター・チャイラク（Nestor George Chylak, Jr.、1922年5月11日 - 1982年2月17日）は、メジャーリーグの審判員。ペンシルベニア州オリファント生まれ。1999年にアメリカ野球殿堂入りを果たした。

## 経歴・人物
大学生の頃に第二次世界大戦に従軍していたチャイラクは、バルジ作戦の際に爆弾の破片で負傷し、視力を殆ど失う重傷を負った（戦後チャイラクは名誉負傷章を受けている）。戦後の1946年から大学に復学し、同時にアマチュア野球の審判を始める。翌年1947年にはマイナーリーグの審判を務め、7年後の1954年からアメリカンリーグ審判員となった。
アメリカンリーグでの在職期間は25年に及んだが、日々審判としての技術向上に努めていた人だったそうで、在職期間中の誤審は全くといっていいほどなかったそうである。ジョニー・ペスキーは彼について、『いつも正確なタイミングで正確な位置取りで判定を下し、選手からも尊敬されていた』と述べている。
1957年には昇格後4年という異例の速さでワールドシリーズとオールスターゲームを担当、以後ワールドシリーズとオールスターゲームをそれぞれ通算で5度ずつ担当した。1978年シーズンを最後に引退し、その後アメリカンリーグの副審判部長職を務めていた。1982年に心臓発作のためペンシルベニア州にて死去。

## 審判歴
在籍：アメリカンリーグ（1954年～1978年）
- 出場試合数：
  - レギュラーシーズン：3856試合
  - リーグチャンピオンシップ：13試合
  - ワールドシリーズ：31試合
  - オールスターゲーム：5試合（1957,1960,1964,1973,1978年）

## 在職中の出来事
- 1974年6月4日に、インディアンズの本拠地ミュニシパル・スタジアムで行われたレンジャーズ対インディアンズ戦で、集客に苦しんでいたインディアンズは、球場内のビールを10セントで販売するというイベントを打ち、25,000もの観客がつめかけた。しかし試合は最初から荒れ、酔った観客がグラウンドに降りて試合はたびたび中断された。9回裏インディアンズが同点に追いつきサヨナラの場面になったが、この頃には観衆から石が投げられ、野手がファンに取り囲まれたり、グラブを盗まれるなど試合続行不可能な状態に陥る。この試合の塁審だったチャイラクも投石を受け椅子で殴られるなどしたため、9回2アウトの場面で「没収試合」とされた。この試合のスコアは5対5だが、インディアンズの試合放棄の扱いとなっている。（詳細は10セント・ビア・ナイトを参照）